# Paralaophonte sculpta
Paralaophonte sculpta är en kräftdjursart som beskrevs av Hamond 1973. Paralaophonte sculpta ingår i släktet Paralaophonte och familjen Laophontidae. Inga underarter finns listade i Catalogue of Life.